# Sapar Isakov
Sapar Jumakadyrovich (Jumakadyr uulu) Isakov (en kirghize : Сапар Жумакадырович (Жумакадыр уулу) Исаков, né le 29 juillet 1977 à Frounzé) est un homme d'État kirghize. Il est le Premier ministre du Kirghizistan du 26 août 2017 au 20 avril 2018.
Peu après la chute de son gouvernement, il est arrêté puis condamné pour deux affaires de corruption.

## Biographie

### Formation
Il est né le 29 juillet 1977 à Frounzé. Formé à l'Université internationale de Bichkek, il y étudie pour être enseignant.

### Carrière professionnelle
Il est ainsi enseignant pendant quatre ans jusqu'en 2003, moment où il rejoint le ministère des Affaires étrangères. Par la suite, il monte les échelons dans le domaine diplomatique en rejoignant les secteurs gouvernementaux puis présidentiels. Isakov est une figure montante de la politique kirghize malgré son jeune âge durant la présidence d'Almazbek Atambaev. Le projet Taza Koom, lié à la modernisation du pays, représente le projet le plus ambitieux du début de carrière d'Isakov.

### Premier ministre
Membre du Parti social-démocrate du Kirghizistan (SDPK), précédemment à la tête du bureau présidentiel ainsi que des services de communication de l'Agence centrale du Développement, des Investissements et de l’Innovation, Isakov est confirmé comme Premier ministre par le parlement le 25 août 2017 en remplacement du candidat à l'élection présidentielle Sooronbay Jeenbekov. Sa nomination est considérée comme un moyen pour Atambaev de garder un certain pouvoir politique après l'élection. Ceci fait suite à des réformes constitutionnelles approuvées lors du référendum de 2016 ayant donné plus de pouvoir au Premier ministre. Sa confirmation est confirmée par un vote de 97 votes pour sur un total de 102 votants. Son gouvernement est alors considéré comme un « cabinet de technocrates ».
Le 20 avril 2018, un vote de confiance échoue pour le gouvernement de Sapar Isakov avec 101 votes contre sur un total de 112. Ce renvoi complète une série de changements politiques remplaçant des alliés d'Atambaev par des politiciens loyaux à Jeenbekov. Il s'agissait alors du premier vote de la sorte de l'histoire du pays. Au total, son mandat dure environ huit mois. Ce court mandat n'est pas particulièrement hors du commun puisque, moins de 30 ans après l'indépendance du pays, il en est déjà le 29e Premier ministre. Il est également le septième sous la présidence d'Atambaev. Muhammetkaly Abulgazev succède rapidement à Isakov, lui qui avait servi comme premier vice-Premier ministre dans le gouvernement de Sooronbay Jeenbekov et donc considéré comme plus proche du nouveau président.

### Condamnations pour corruption et libération
En janvier 2018, la station thermale de Bichkek connait un incident qui cause une grande portion de la capitale à manquer d'électricité. Cet incident mène les autorités à ouvrir une enquête sur les circonstances de sa construction, dont l'octroi du contrat avait été mené par Isakov.
Le 6 juin 2018, il est arrêté par les autorités et accusé de corruption concernant la construction de la station thermale. Cette arrestation fait partie d'une série d'arrestations impliquant des personnalités proches de l'ex-président Almazbek Atambaev incluant Jantörö Satybaldiev, Askarbek Shadiyev, Kubanychbek Kulmatov et Albek Ibraimov. Ces actions sont parfois décrites comme une consolidation de pouvoir pour Sooronbay Jeenbekov, en conflit avec son prédécesseur. L'ex-président Atamabev est quant à lui arrêté en août 2018 pour corruption après un siège de sa résidence où un policier est abattu par Atambaev lui-même à l'aide d'un fusil de chasse. Durant ce même mois, Isakov est hospitalisé pour de l'insuffisance vertébro-basilaire.
Les accusations de corruption sont faites dans un contexte de débat sociétal sur l'influence de la Chine au Kirghizistan. Le gouvernement argumente que le contrat à TBEA a fait perdre l'équivalent de 111 millions de dollars américains au pays. Ironiquement, à sa confirmation comme Premier ministre, des observateurs ont vanté la capacité d'Isakov à limiter l’importance des intérêts russes et chinois. Isakov se défend contre les accusations de corruption en argumentant que la compagnie fut choisie par le gouvernement chinois et non kirghize. La décision revenait la Chine dû au fait qu'elle finance le projet. Il accuse également Jeenbekov d'avoir orchestré son arrestation pour se venger du renvoi de Raïymbek Matraimov, un allié de Jeenbekov, quand Isakov était Premier ministre.
Le 6 décembre 2019, la juge Inara Gilyazetdinova condamne Isakov, ainsi que l'ancien dirigeant des agences d'énergie Aibek Kaliev, à 15 ans de prison. Jantörö Satybaldiev reçoit le même jour une peine moindre de moitié. En plus de la peine de prison, Isakov est privé de son statut diplomatique et ses possessions sont saisies par l'État. Onze jours plus tard, Isakov est de nouveau devant les juges pour répondre de nouvelles accusations de corruption, cette fois concernant les travaux sur le musée d'histoire naturelle de Bichkek et de l'hippodrome de Cholpon-Ata. Refusant initialement de participer au procès, Isakov est forcé à se présenter après une ordonnance du juge Marat Sydykov. Le 23 mars 2020, la peine de 15 ans d'Isakov est maintenue sur appel.
Le 9 juin 2020, il est condamné à 18 ans de prison dans une seconde affaire de corruption, celle relative à la rénovation du musée de Bichkek. Durant les manifestations post-électorales de 2020, il sort de prison en compagnie de Meerbek Miskenbaev. Sa condamnation est cassée par la Cour suprême le 7 décembre 2020.

## Vie privée
Isakov est marié à Malika Arstanbekova. Le couple a six enfants. Le couple a d'abord quatre filles. Le 11 mars 2020, alors qu'Isakov est en prison, Arstanbekova accouche des deux premiers fils du couple dans un hôpital de Bichkek.